# Nikolaï Skvortsov
Pour les articles homonymes, voir Skvortsov.
Nikolaï Valerievitch Skvortsov (en russe : Николай Валерьевич Скворцов), né le 28 mars 1984 à Obninsk, est un nageur russe, spécialiste du papillon.

## Palmarès

### Jeux olympiques
- Jeux olympiques d'été de 2004 à Athènes ( Grèce) :
  - 7e sur 200 m papillon

### Championnat du monde
Grand bassin
- Championnats du monde 2007 à Melbourne ( Australie) :
  -  Médaille de bronze sur 200 m papillon
  -  Médaille de bronze sur 4 × 100 m 4 nages

Petit bassin
- Championnats du monde en petit bassin 2004 à Indianapolis ( États-Unis) :
  -  Médaille de bronze sur 4 × 100 m 4 nages
- Championnats du monde en petit bassin 2006 à Shanghai ( République populaire de Chine) :
  -  Médaille de bronze sur 200 m papillon
- Championnats du monde en petit bassin 2008 à Manchester ( Royaume-Uni) :
  -  Médaille de bronze sur 100 m papillon
  -  Médaille d'argent sur 200 m papillon
- Championnats du monde en petit bassin 2012 à Istanbul ( Turquie) :
  -  Médaille de bronze sur 200 m papillon
  -  Médaille d'argent sur 4 × 100 m 4 nages

### Championnat d'Europe
Grand bassin
- Championnats d'Europe 2004 à Madrid ( Espagne) :
  -  Médaille d'argent sur 50 m papillon
  -  Médaille de bronze sur 100 m papillon
- Championnats d'Europe 2006 à Budapest ( Hongrie) :
  -  Médaille de bronze sur 100 m papillon
  -  Médaille de bronze sur 200 m papillon
  -  Médaille d'or sur 4 × 100 m 4 nages
- Championnats d'Europe 2008 à Eindhoven ( Pays-Bas) :
  -  Médaille d'argent sur 200 m papillon
- Championnats d'Europe 2010 à Budapest ( Hongrie) :
  -  Médaille d'argent sur 200 m papillon

Petit bassin
- Championnats d'Europe en petit bassin 2004 à Vienne ( Autriche) :
  -  Médaille d'or sur 200 m papillon
  -  Médaille d'argent sur 100 m papillon
- Championnats d'Europe en petit bassin 2005 à Trieste ( Italie) :
  -  Médaille de bronze sur 200 m papillon
- Championnats d'Europe en petit bassin 2006 à Helsinki ( Finlande) :
  -  Médaille de bronze sur 100 m papillon
  -  Médaille de bronze sur 200 m papillon
- Championnats d'Europe en petit bassin 2008 à Rijeka ( Croatie) :
  -  Médaille d'or sur 200 m papillon
  -  Médaille de bronze sur 100 m papillon
- Championnats d'Europe en petit bassin 2009 à Istanbul ( Turquie) :
  -  Médaille d'or sur 200 m papillon
- Championnats d'Europe en petit bassin 2010 à Eindhoven ( Pays-Bas) :
  -  Médaille de bronze sur 4 × 50 m 4 nages
- Championnats d'Europe en petit bassin 2011 à Szczecin ( Pologne) :
  -  Médaille d'argent sur 200 m papillon
- Championnats d'Europe en petit bassin 2013 à Herning ( Danemark) :
  -  Médaille de bronze sur 200 m papillon